# Moxostoma mascotae
Moxostoma mascotae és una espècie de peix de la família dels catostòmids i de l'ordre dels cipriniformes que es troba a Mèxic.